# Іспанська тортилья

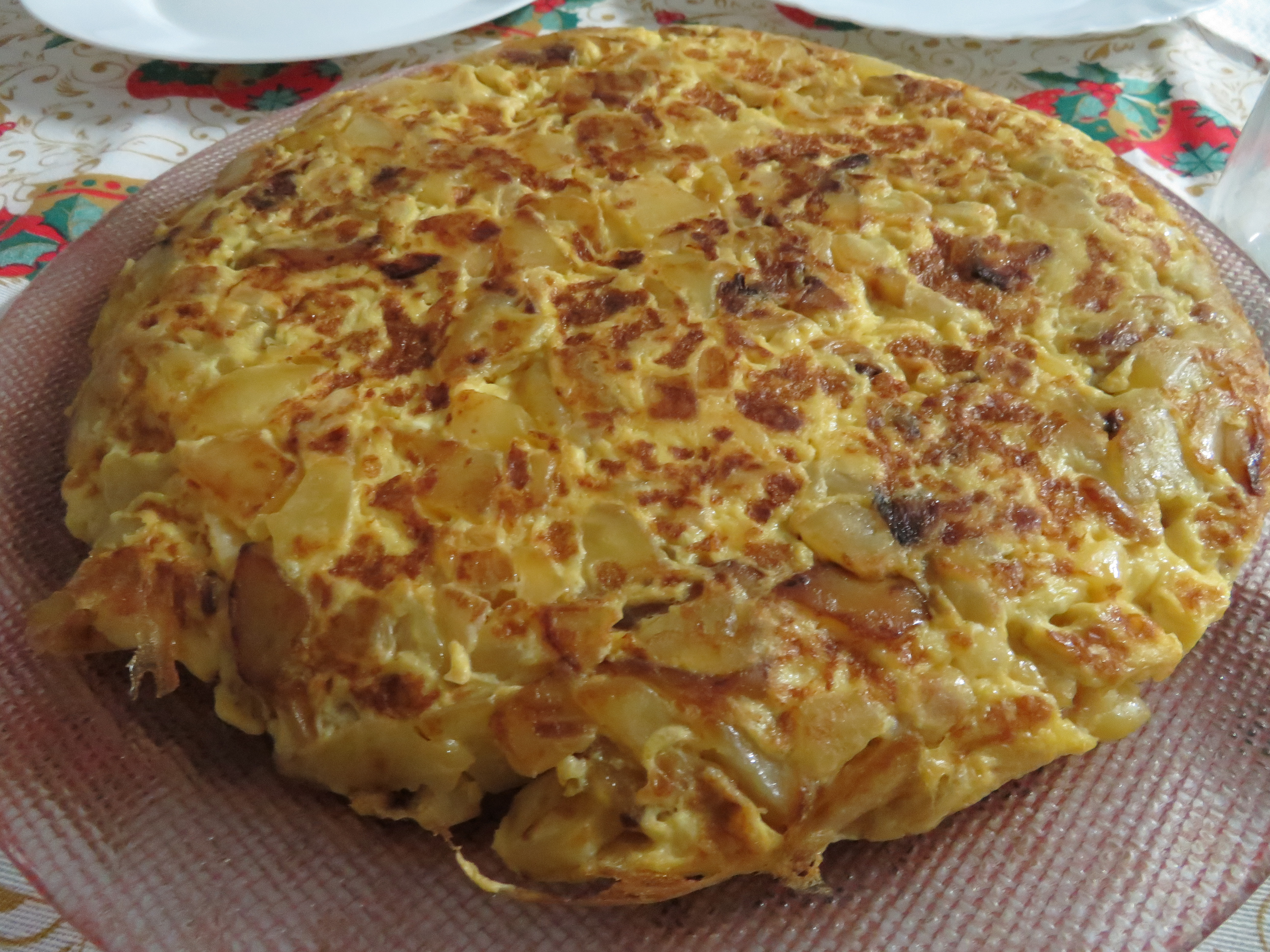
Іспанська тортилья

Іспанська тортилья, картопляна тортилья (ісп. tortilla de patatas) — омлет на оливковій олії з курячих яєць з картоплею. Поряд з паельєю та гаспачо є однією з найвідоміших страв іспанської кухні. Часто подається на сніданок. В іспанських барах тортилья, сервірована в бутерброді, пропонується в якості закуски.
Відома з початку XVII століття і ймовірно була вперше приготована монахами-картезіанцями. За іншою версією першу картопляну тортилью приготувала в XIX столітті наваррська селянка, перед якою стояло завдання нагодувати карлістського генерала Сумалакаррегі, який встав до неї на постій, під час відсутності інших продуктів крім картоплі та яєць.
Крім основного рецепта існують варіації з додаванням інших овочів. Готова тортилья знаходиться в асортименті будь-якого супермаркету Іспанії, зазвичай в двох варіантах: з додаванням ріпчастої цибулі або без неї.

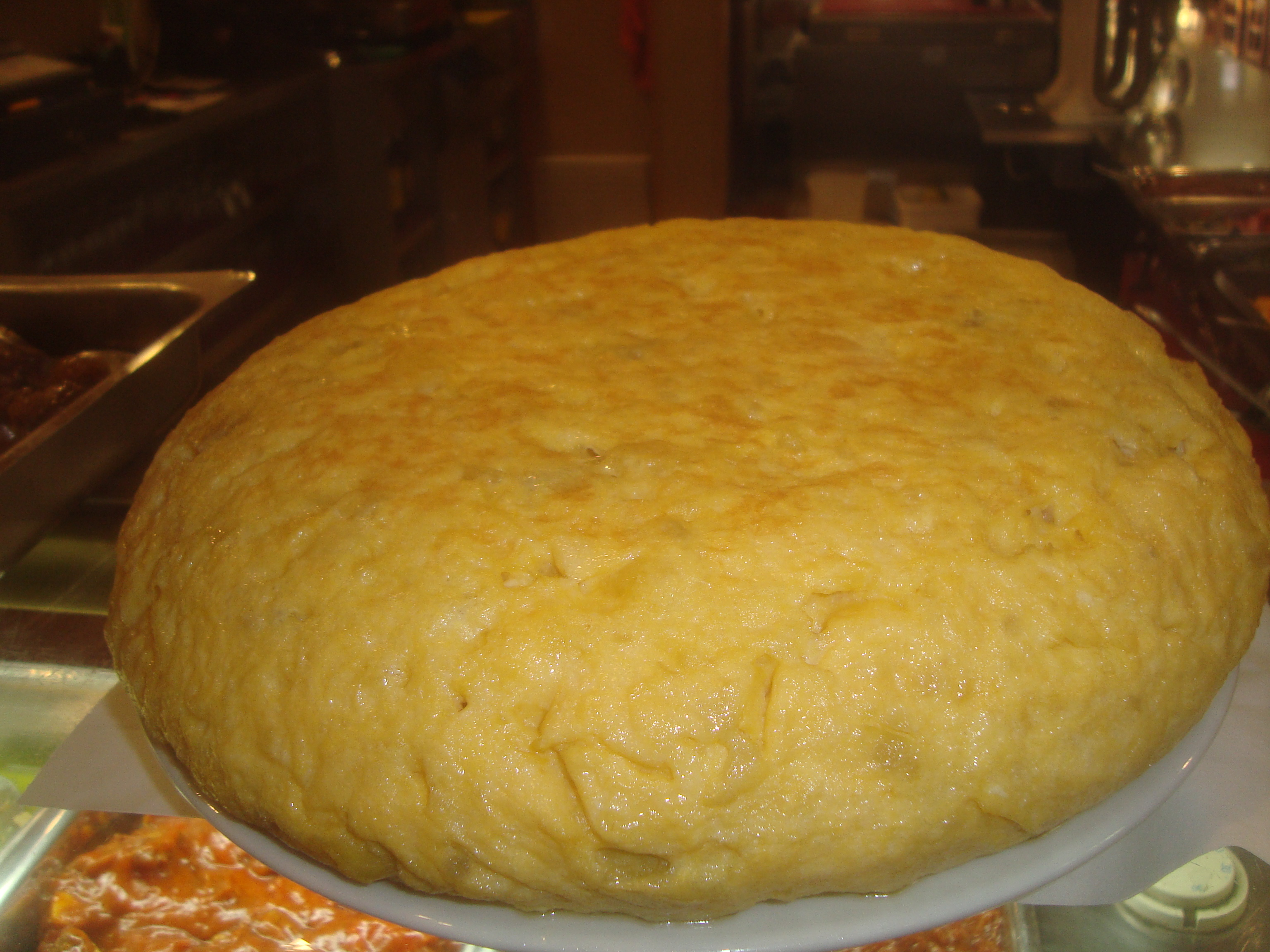
Іспанська тортилья